# Tōkyō Joshi Daigaku

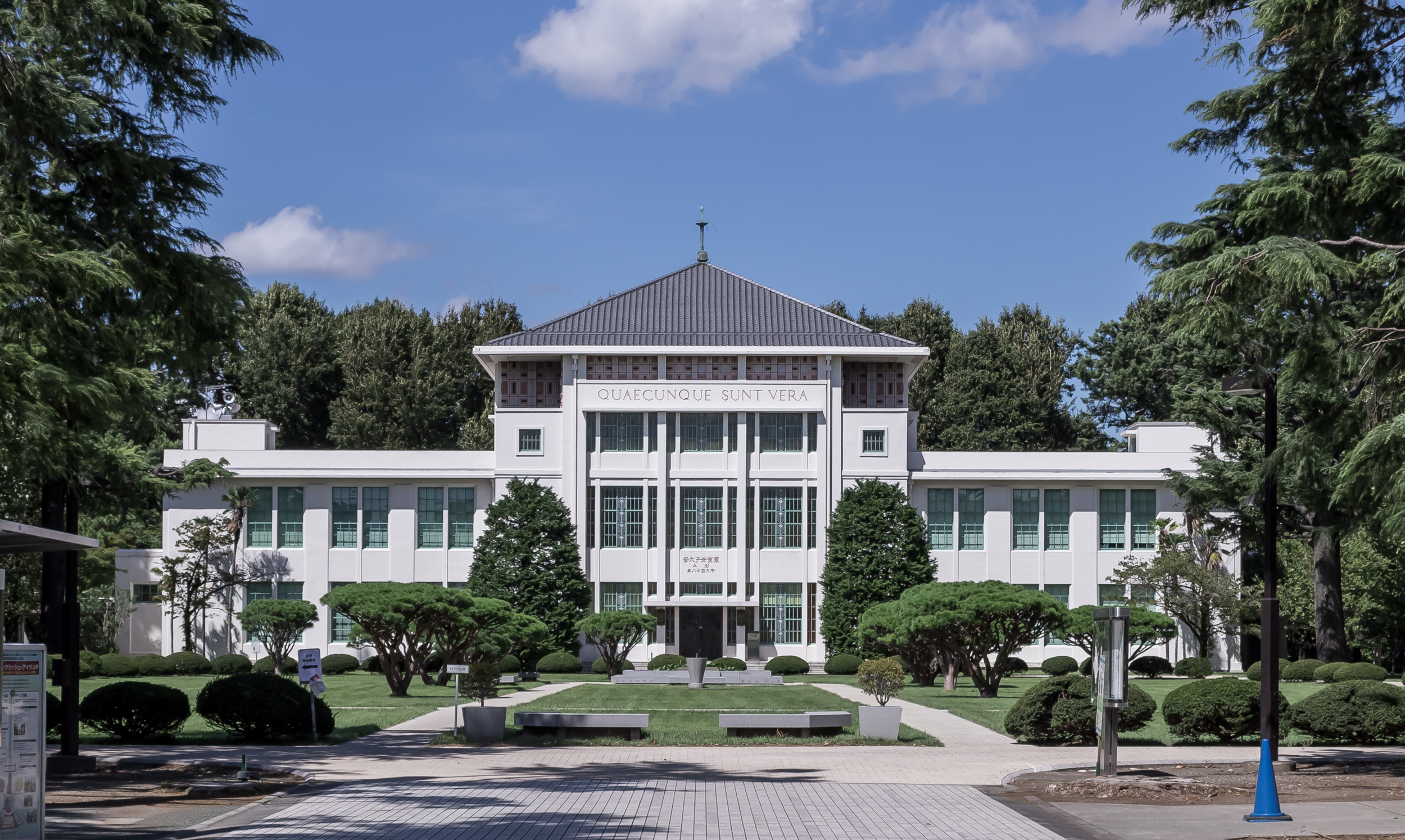
Hauptgebäude der Tōkyō Joshi Daigaku

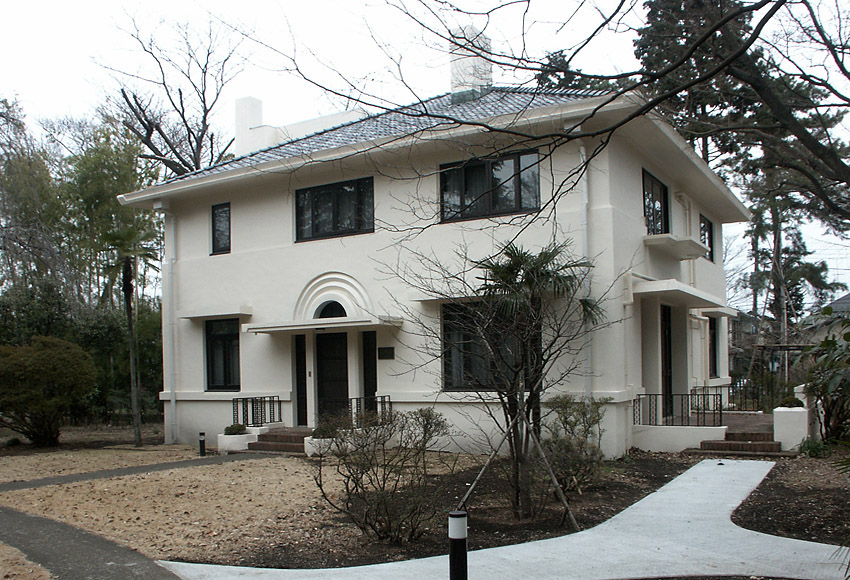
Reischauer-Haus der Tōkyō Joshi Daigaku

Die Tōkyō Joshi Daigaku (japanisch 東京女子大学 Tōkyō joshi daigaku, dt. „Universität für Frauen Tokio“, kurz: 東女, Tonjo; engl. Tokyo Woman’s Christian University) ist eine private, protestantisch ausgerichtete Universität für Frauen im Suginami-ku von Tokio.

## Übersicht
Die Tōkyō Joshi Daigaku wurde 1918 von dem Presbyter-Missionar August Karl Reischauer (1879–1971), von Nago Hampei (長尾 半平; 1865–1936) und Kollegen gegründet. Im folgenden Jahr wurde Nitobe Inazō zum ersten Präsidenten gewählt. Ihm folgte 1924 Yasui Tetsu (1870 – 1945), die erste weibliche Präsidentin einer japanischen Hochschule.
1948 wurde die Hochschule zu einer Universität mit vierjährigem Studium weiterentwickelt. Die Universität ist in zwei Fakultäten gegliedert: Fakultät der schönen Künste und Wissenschaft, Fakultät für Kultur und Kommunikation.
2020 waren 6200 Studenten eingeschrieben.

## Absolventinnen
- Sawako Ariyoshi (1931–1984), Schriftstellerin
- Akiko Dōmoto (* 1932), Gouverneurin
- Jakuchō Setouchi (1922–2021), Schriftstellerin
- Yumiko Takahashi, Entwicklungshelferin